# Dekanat kalwaryjski
Dekanat kalwaryjski – jeden z 9 dekanatów archidiecezji wileńskiej na Litwie. Składa się z 10 parafii i 11 kościołów.

## Lista parafii
| Lp | Miejscowość / parafia                                         | Proboszcz / administrator | Kościół                                                                 | Zdjęcie |
| -- | ------------------------------------------------------------- | ------------------------- | ----------------------------------------------------------------------- | ------- |
| 1  | Olany Parafia Niepokalanego Poczęcia Najświętszej Maryi Panny |                           | Kościół Niepokalanego Poczęcia Najświętszej Maryi Panny w Olanach       |         |
| 2  | Dukszty Parafia św. Anny                                      |                           | Kościół św. Anny w Duksztach                                            |         |
| 3  | Jęczmieniszki Parafia św. Antoniego Padewskiego               |                           | Kościół św. Antoniego Padewskiego w Jęczmieniszkach                     |         |
| 4  | Korwie Parafia św. Józefa                                     |                           | Kościół św. Józefa w Korwiu                                             |         |
| 5  | Mejszagoła Parafia Wniebowzięcia Najświętszej Maryi Panny     |                           | Kościół Wniebowzięcia Najświętszej Maryi Panny w Mejszagole             |         |
|    | Bortkuszki                                                    |                           | Kaplica w Bortkuszkach                                                  |         |
|    | Szawle                                                        |                           | Kaplica w Szawlach                                                      |         |
| 6  | Podbrzezie Parafia Najświętszego Serca Pana Jezusa            |                           | Kościół Najświętszego Serca Pana Jezusa w Podbrzeziu                    |         |
| 7  | Wielka Rzesza Parafia św. Stanisława biskupa                  |                           | Kościół św. Stanisława Biskupa w Wielkiej Rzeszy                        |         |
| 8  | Suderwa Parafia Trójcy Przenajświętszej                       |                           | Kościół Świętej Trójcy w Suderwie                                       |         |
| 9  | Szyłany Parafia Najświętszej Maryi Panny                      |                           | Kościół Najświętszej Maryi Panny w Szyłanach                            |         |
| 10 | Wilno (Kalwaria) Parafia Odnalezienia Krzyża Świętego         | ks. Rusłan Wilkiel        | Kościół Znalezienia Krzyża Świętego w Wilnie                            |         |
|    |                                                               |                           | Kościół Świętej Trójcy w Wilnie                                         |         |
|    |                                                               |                           | Kaplica Miłosierdzia Bożego (Szpitala Uniwersyteckiego w Santaryszkach) |         |
|    |                                                               |                           | Kaplica Matki Miłosierdzia (Narodowy Instytut Onkologii)                |         |
|    |                                                               |                           | Kaplica św. Teresy od Dzieciątka Jezus w Centrum Rehabilitacji          |         |
|    |                                                               |                           | Kaplica św. Augustyna (Uniwersytet Michała Römera)                      |         |